# 小行星7073
小行星7073（英語：7073 Rudbelia）是一颗围绕太阳公转的小行星。1972年9月11日，尼古拉·切爾尼赫在克里米亚发现了此天体。
这颗小行星的绝对星等为119.1169731449274等。